# غارغالايغاس
بلدية غارغالايغاس (بالإسبانية: Gargáligas)‏, هي إحدى بلديات مقاطعة بطليوس, التي تقع في منطقة إكستريمادورا, والتي تقع في غرب إسبانيا.
يبلغ عدد سكانها 650 نسمة وفقاً لإحصائية سنة (2002).